# 谢无量
谢无量（1884年—1964年12月7日），原名蒙，后改名沉，幼名锡清，学名大澄，字仲清、无量，号希范，别署啬庵，四川乐至县人，中国近代學者、文艺理论家、诗人、书法家。民国时曾任参议长、黄埔军校教官等职。民國37年當選為四川省樂至縣選出之第一屆國民大會代表。中华人民共和国成立后曾任全国政协委员、人民大学教授、中央文史馆副馆长。著有《佛学大纲》、《中国大文学史》、《中国妇女文学史》，《平民文学之两大文豪》、《诗经研究注释》、《楚辞新论》、《中国哲学史》、《古代政治思想研究》等书。并出版了《谢无量自写诗卷》、《谢无量书法》等作品。
谢无量学养深厚，是一位系统研究中国传统文化的先驱，对中国古典文化有着深刻的体认，许多著作具开创之功。既是古代文学、哲学的研究者，又是著名的书法家和古体诗人，是在诗词、书法、文史研究、文物鉴赏等方面卓有成就的大家。他一方面传承着中国古代文人的文化观念，另一方面又具有国际视野和现代思维，更具有强烈的现实感，这使得他的研究既不拘泥于古人，更不偏废于西方，而是立于新时代之辩证立场，对中国传统文化进行重新审视和评价。

## 生平
谢无量童年在父謝維喈（字鳳崗），安徽芜湖县知县)任所就读，12岁诗文完篇，因厌弃八股文，好读史籍和顾炎武、黄宗羲、王夫之等学说。1896年十五歲那年逢维新人士汤寿潜携马一浮至安微，谢无量拜汤为师，与马订交。一九O一年春，考入南洋公学（即後來的交通大學），为其時中文教授蔡元培（蔡孑民）先生所器重。同班同學往來較密者有邵力子、黃炎培兩位先生。李叔同（弘一法師）住隔壁也時有往來。课余，与马一浮、馬君武创“翻译会社”编印《翻译世界》杂志，介绍世界名著和社会科学。因结识维新派章太炎、邹容、章士钊，参加《苏报》、《国民日报》编辑，“爱国学社”讲演活动，并与四川同乡杨玉詹、苏中、廖世勤等人图谋发起四川革命。
1903年“苏报案”发生，章太炎、邹容被捕入狱，谢无量去日本，学习了日语、英语、德语。此时马一浮由美来日，赠英文版《资本论》，谢无量开始接触马克思主义学说。1904年回国，1905年任芜湖安徽公学教授。次年2月辞职与马一浮游镇江、焦山、杭州，博览文澜阁《四库全书》。1907年應章太炎、于右任之邀任北京《京报》主笔，时段芝贵以重金买歌妓杨翠喜献清宗室载振，获任黑龙江巡抚，谢无量撰文揭露，御史赵启霖亦奏章弹动，段革职，《京报》被迫停刊。谢无量返上海，与周紫廷等创“蜀学会”。常在报端撰文评论日报。1908年回蕪湖家中著《詩學指南》、《詞學指南》。1909年宣統元年，清末廢除科舉，全國興辦七所“存古學堂”，谢无量和三弟謝大沅（號希安，即後來去緬甸出家的萬慧法師）一同回川，任存古学堂监督(即校长)，时年25歲，兼教授詞章一科。继在四川高等学堂及通省師範講席讲授国文和外国史。10月谢无量和张澜、蒲殿俊等参加立宪运动，代四川省咨议局撰《国会请愿书》。1911年清廷宣布川汉铁路国有，川民激愤，成都成立“保路同志会”。谢无量和张澜、蒲殿俊、杨沧白等投入“保路运动”。
1912年夏，谢无量告別存古學堂，赴上海擔任《民權報》、《獨立週報》、《神州日報》主筆。至辛亥革命成果被袁世凱篡奪，國內仁人志士多逃赴日本，谢无量則潛伏書肆为中华书局著书10余种，如《中國大文學史》、《中國哲學史》、《中國婦女文學史》、《佛學大綱》、《王充哲學》等，並陸續出版，直到民國六年（一九一七年）。
1917年经杨庶堪、熊克武介绍，应孙中山寫信邀请，对其所著《孙文学说》提出建议，中山欣然采纳。1918年北京大学校长蔡元培和學長陳獨秀，屡邀任教，均辞不就，仍留上海著述。期间為商務印書館用白話體編寫國學小冊子數種，其中《平民文學之兩大文豪》（現收入萬有文庫改名為《馬致遠與羅貫中》，此書頗為魯迅先生稱讚）、《楚詞新論》、《古代政治思想三種》，頗為中山先生讚賞。
“五四”前，谢无量与李大钊相交已久。“五四”运动开始，常为《新青年》写诗。此时，谢无量受孙中山实业救国影响，曾以《民权报》、《独立周报》、《神州日报》主笔薪资伙办安徽“水东煤矿”，数年后因资金问题停办。
1923年（民國十二年）谢无量南游广州，时孙中山成立大元帅府，筹划北伐及改组国民党，因孫中山留任广州大学教授，又任為大本營秘書，旋改任參議，后任参議长，谈及社会革命，建议孙中山“以俄为师”。是年秋，谢无量与孙科、陈剑如奉孙中山命为代表，持函去沈阳见张作霖，达成讨伐直系曹锟、吴佩孚协议。月余，讨直胜利，赴天津会冯玉祥、段祺瑞、胡景翼等，转述孙中山的想法。1924年孙中山任命谢无量为大本营秘书长。10月23日，冯玉样电请孙中山北上，11月7日，孙中山到上海，邀谢无量同行。12月4日，孙中山在天津肝病复发，嘱谢无量先去北京相候，及孙中山到北京，病重逝世，谢无量赋诗哀悼，并见到侄子陈毅將軍。
1926年7月，谢无量应聘国立东南大学历史系主任，讲授《历史研究法》，提倡以唯物史观研究历史，反对梁啟超唯心史观，是唯物史觀在中國的第一次講座，頗能吸引聽眾。一学期后，有进步学生被捕受害，谢无量迫离上海。1928年在上海中国公学任文學院長，主講歷史研究法和世界革命思潮等課。1930年（民國十九年）于右任為監察院長，邀任谢无量为国民政府监察院委员，此職務比於閒職，仍致力研究文學、哲學。次年，去广州访李任潮，时有政治分会制度，李任潮领两粤分会，谢无量让李不要相信蒋介石，不要去南京。李任潮被吴稚晖等游说，结果被囚于南京。
1931年九一八事变发生，谢无量在上海创办《国难月刊》，主張改组国民政府，团结民众，一致抗日。继改月刊为《國難晚刊》，撰文批评蒋介石、汪精卫不抵抗政策，刊被迫停办。此时，沈钧儒、章乃器、李公朴等组织“救国会”，宋庆龄、鲁迅、杨杏佛、蔡元培等组织“中国民权保障同盟”，谢无量积极参加。谢无量於1940年從香港回到重慶家中，住觀音岩張家花園可園一號。写成《建设四川意见书》，提出强邻虎视，国势日艰，一旦变生不测，沿海将不可保。建议开发西南，计划政治、军事、经济、交通等措施，颇为详尽。但他的意见没有在政客间发生影响。此時蔣介石在重慶“陶園”，谢无量當面要求辭去監察委員之職未批准，隨即去了成都，直到一九四五年日本投降後才得照準。期间以賣字為業，並兼任四川大學城內部的中文系主任，教授漢以後學術思想變遷史，主講《莊子》及《漢魏以後四大思想史》。1943年馬一浮在四川樂山辦“複性書院”，谢无量應邀為特約講座，兼任南林學院特約教授。
1947年国民政府圈定谢无量为乐至县国大代表候选人。先到上海，會議開始後才到南京，住在好友于右任家。国大會議期間以心臟病為由住南京鼓樓醫院，不常出席會議，並謝絕各種宴請。凡競選之人派車供應，一概辭謝。選舉總統時只投了居正一票。会末即去上海。
1949年2月從上海到重庆，应熊克武、但懋辛邀请，任中国公学文学院长。1949年中秋節（八月十五日）返回成都靜候解放，住慈惠堂街卅七號。因房主交公糧賣房，輾轉駱公祠十八號、娘娘廟街五號。

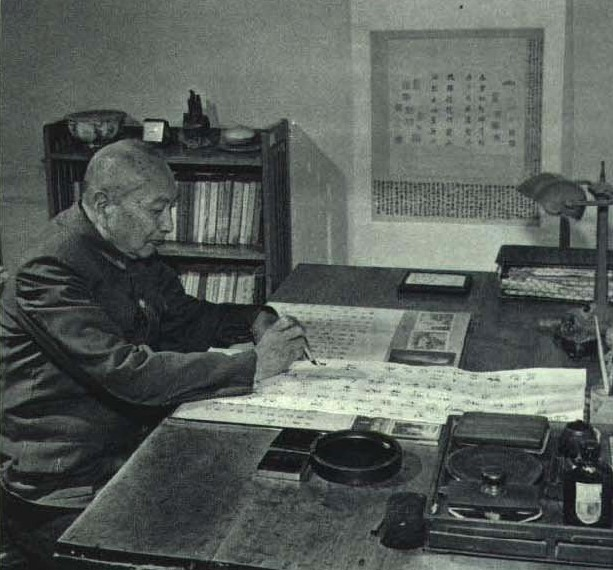
1963年的谢无量

中华人民共和国成立，谢无量应聘川西文物管理委员会主任委员。1951年任川西行署参事、川西博物馆馆长、成都市人民代表。1952年任四川省博物馆馆长、四川省文史馆研究员、四川省政协委员。1956年1月参加全国政协第二届二次会议去北京，与毛泽东相见。8月应當時中國人民大學校長好友吳玉章邀任人民大学特约教授。1958年3月在中國人民大學陸續發表了《中文拼音方案草稿讀後》、《王韜——清末變法論之首創者及中國報導文學之先驅者》、《紀念關漢卿——革命的戲劇家》及《佛教東來對中國文學的影響》。1959年任全國政協委員（無黨派人士）。發表《再談李義山》（文學遺產）。1960年国务院任命为中央文史馆副馆长，時館長章士釗。1961年發表了《詩經研究與注譯》。
1964年12月7日谢无量逝世，享年八十歲。葬于八宝山革命公墓。因在文革前去世，未受到紅衛兵迫害。

## 书法

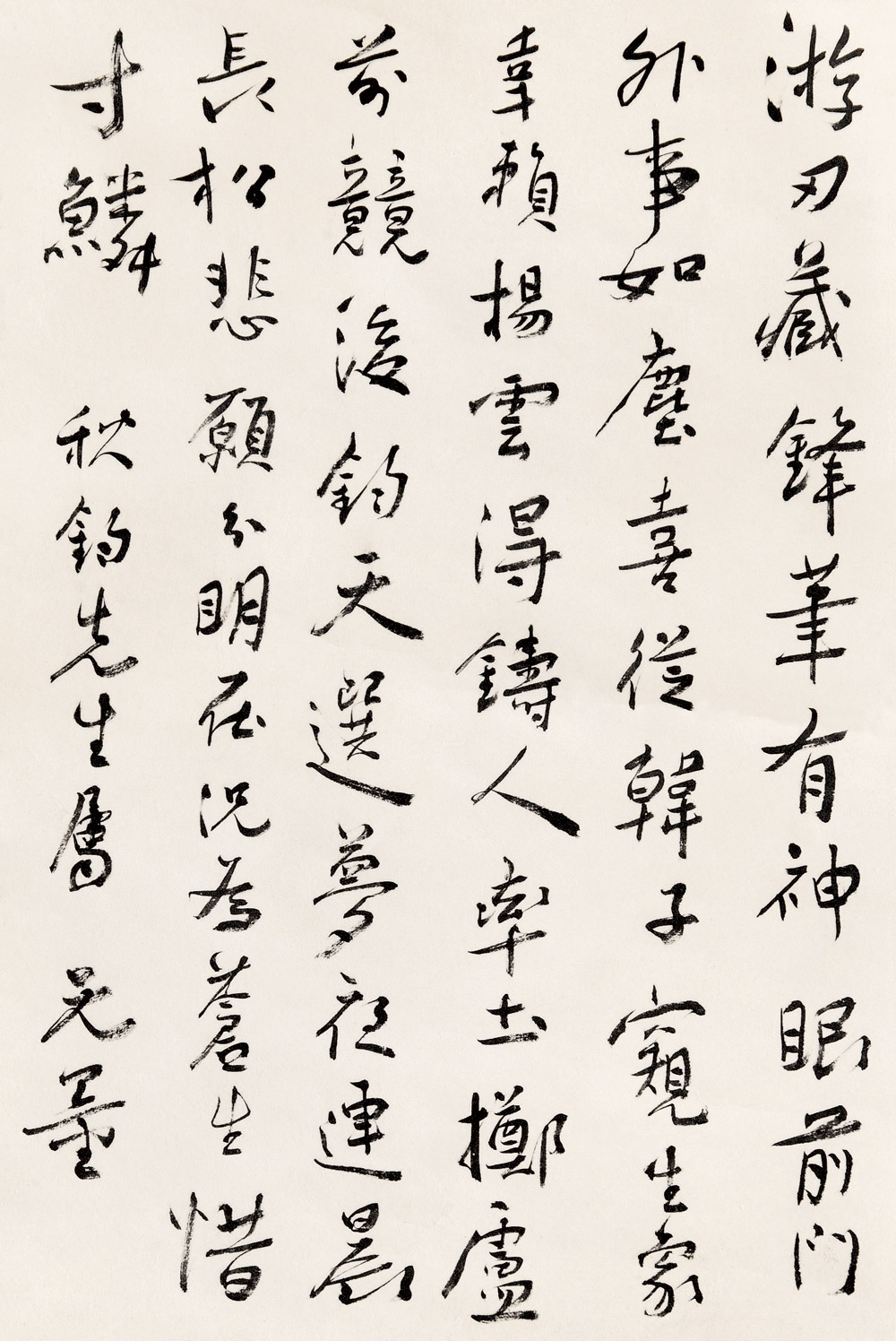
謝无量書法立軸

谢无量早年模仿二王，对帖学颇有研究，二十多岁就已小有名气。以后又临摹六朝诸碑，形成了自己的风格——“孩儿体”。当时就与四川书法家赵熙齐名。
谢无量的书法作品虽源于六朝诸碑，并直接得力于梁碑《瘗鹤铭》、北碑《张猛龙碑》、《郑文公碑》、《石门铭》以及佚名石阙、基志和颜字行草，但他并不简单地模拟字的外形，而是“观其举止笑语，精神流露处”，较好地运用了“遗貌取神”的原则，一般人只有仔细反复观察才能发现其师承渊源。
“孩儿体”并不讲究长枪大戟之势和肌肤之丽，而是以内敛、清新取胜，避免了明清时期馆阁体过于雕饰的弊端。谢无量抛弃了“一点之转”、  “一波三折”等成法，而是依照笔画的顺序信笔起倒，中锋涩进，取势自然而成，使点画充实流畅，据除了线条的雕饰性和虚滑之感，以“活”的线条跃然于纸面，富有生命力。特别是横画、横折竖钩笔处理得非常完好，起到了骨架作用。
书法的用笔往往是中锋提笔直落，能起能收，所谓“动如脱兔，静若处子”，横虽斜向取势，但平稳妥贴，竖钩圆健自然。他能适当地把握“用笔”和涩进的分寸与速度，在转折处略提笔暗过，顺势而下，取尽圆意，饶有篆意而不现、起止之痕。这种方法使他的字写得非常自然，含蓄有力，具有质感，从而避免了行书用笔由于提按、转折、取势、收势不当所出现的病笔。